# Matthias & Maxime
Matthias & Maxime es una película dramática canadiense escrita, coproducida, dirigida, editada y protagonizada por Xavier Dolan. Tuvo su estreno mundial en el Festival de Cine de Cannes el 22 de mayo de 2019. Se estrenó en Canadá el 9 de octubre del mismo año por Les Films Séville.

## Sinopsis
En pleno rodaje de una película, sin pensarlo realmente ni sentirse atraídos por los hombres, dos amigos se enamoran el uno por el otro. La película se centra en los protagonistas Matthias (Freitas) y Maxime (Dolan), amigos de toda la vida cuya relación se pone a prueba cuando actúan en un cortometraje cuyo guion requiere que se besen, dejándolos a ambos cuestionándose su identidad sexual, cuando la experiencia despierta los sentimientos latentes por el otro.

## Ficha técnica
- Título original: Matthias & Maxime
- Título francés: Matthias et Maxime
- Título del trabajo: Matt et Max
- Director y guion: Xavier Dolan
- Dirección artística: Colombe Raby
- Conjuntos: Claude Tremblay
- Disfraces: Xavier Dolan y Pierre-Yves Gayraud
- Fotografía: André Turpin
- Sonido: Sylvain Brassard
- Edición: Xavier Dolan
- Música: Jean-Michel Blais
- Producción: Xavier Dolan y Nancy Grant
- Compañía Productora: Sons of Manuel
- Compañías de distribución: Les Films Séville, Quebec;
- Distribución: Diaphana (Francia)
- País de origen : Canadá
- Lengua original: francés
- Formato: color
- Género: drama
- Duración: 119 minutos
- Fecha de lanzamiento :en Francia el 22 de mayo de 2019 (Festival de Cine de Cannes); 16 de octubre de 2019 (lanzamiento nacional)

## Elenco
- Gabriel D'Almeida Freitas : Matthias
- Xavier Dolan : Maxime
- Pier-Luc Funk : Rivette[2]
- Micheline Bernard : Francine, la madre de Matthias
- Antoine Pilon : Brass
- Samuel Gauthier ; Frank
- Adib Alkhalidey : Sharrif
- Catherine Brunet : Lisa
- Marilyn Castonguay : Sarah
- Anne Dorval : Manon, la madre de Maxime
- Anne-Marie Cadieux

## Producción

### Desarrollo y génesis
En enero de 2018, Xavier Dolan presenta su octava película, originalmente titulada Matt and Max junto a Anne Dorval, como escritor, productor, director y actor -él interpreta el papel de Maxime. y el tema es la "homosexualidad entre dos amigos que descubren sentimientos hasta ahora insospechados". También recupera el lado estético de Tom en la granja (2013) y la energía y el espíritu de Mommy (2014). Cuando las películas son "valientes y auténticas" logran abordar los sentimientos masculinos, como en "God's Own Country" (La tierra del mismo dios) de Francis Lee, y se enriquecen en la gran pantalla, sin embargo, "sintió la necesidad de explorar personajes que no son necesariamente gay".
Contrata a André Turpin como director de fotografía, al que le ha sido fiel desde su creación de Tom en la granja, así como a Yves Bélanger, como operador de cámara quien, según explica, "Xavier me llamó por teléfono en plena medianoche, cuando estaba profundamente dormido, pues acababa de ver Big Little Lies en la televisión.

### Distribución de papeles
En agosto de 2018, en plena emisión del programa de radio Nouvelle vague, Pier-Luc Funk admitió su participación en la nueva película de Xavier Dolan en el papel de Rivette, "un gran personaje. muy arrogante y extravagante", y Micheline Bernard hace su gran regreso al cine, en el papel de "la madre de Matt, que es mi hijo". En septiembre de 2018, Xavier Dolan presenta a los actores Gabriel D'Almeida Freitas, Antoine Pilon, Samuel Gauthier, Adib Alkhalidey, Catherine Brunet y Marilyn Castonguay en su cuenta de Instagram personal.
Como anunció a principios de este año, el reencuentro entre Xavier Dolan y su actriz "fetiche", Anne Dorval, se confirmó por quinta vez, después de las películas Yo maté a mi madre, The Imaginary Loves, Laurence Anyways y Mommy. A mediados de octubre de 2018, Le Journal de Québec anunció la participación también de Anne-Marie Cadieux en la película.

### Rodaje
La filmación comenzó el 15 de agosto de 2018 en Montreal y Los Laurentides, así como en Laval, Quebec. El 15 de noviembre de 2018, el rodaje terminó con el anuncio de Xavier Dolan en su cuenta de Instagram "después de 48 días de pura alegría y creación apasionada".

### Música
El pianista Jean-Michel Blais está comprometido con la música de la película, dice estar "orgulloso y honrado de haber participado en su primera película, otra obra maestra del gran Xavier Dolan" escribre en su Twitter.

### Promoción
El 8 de mayo de 2019, dos semanas antes del Festival de Cine de Cannes, Xavier Dolan presenta el afiche de su película.

## Recepción

### Festival de Cannes
El 18 de abril de 2019, se anuncia que la película fue selecciona oficialmente para el Festival de Cine de Cannes, y el 22 de mayo de 2019 ya está en competencia por la Queer Palm, premios de Cannes al cine gay.

### Críticas
En Rotten Tomatoes, la página web de reseñas de cine estadounidense, obtiene un nivel de confianza del 59%, con diecisiete críticos. El otro sitio de especializado, la revista Metacritic, líder en el mundo, le da una calificación de 59 sobre 100 sobre nueve críticas.
Durante el festival, continúan las críticas negativas, como Barbara Théate del Le Journal du dimanche, quien dice estar "decepcionada". Decepcionado también Étienne Sorin de Le Figaro, quien escucha esta película que le "suena como un disco rayado". Jean-Claude Raspiengeas, de La Croix, lo analizó: "Después de un comienzo burbujeante, discusiones explosivas de un grupo de amigos, en puro lenguaje quebequense lleno de invectivas, la historia se empantanada en la repetición de temas y figuras de estilo corriente, salvo la presencia singular de Xavier Dolan. Por otro lado, Anne Dessuant de Télérama la ve más bien como "una película de amigos que se convierte en una conmovedora comedia romántica".

## Distinciones

### Galardones
- Festival de Cannes 2019 : Premio Cannes a la mejor banda sonora, disco de oro de honor para Jean-Michel Blais.[25]

### Nominaciones
Festival de Cannes 2019 :
- Palma de Oro
- Mejor Guion
- Queer Palm

## Externos externos
- Esta obra contiene una traducción  derivada de «Matthias et Maxime» de Wikipedia en francés, publicada por sus editores bajo la Licencia de documentación libre de GNU y la Licencia Creative Commons Atribución-CompartirIgual 4.0 Internacional.

- Datos: Q56278436